# 숙정옹주 (중종)
숙정옹주(淑靜翁主, 1525년 ~ 1564년)는 조선의 왕족이다. 조선 제11대 왕 중종의 8녀이자 서5녀로 생모는 숙의 김씨이다.

## 생애
중종의 서녀로, 숙의 김씨의 유일한 딸이다. 1525년(중종 20년)에 태어났으며, 10세 때인 1534년(중종 29년) 능성 구씨 구한(具澣)과 혼인하였다. 이후 구한은 능창위(綾昌尉)에 봉해졌다.
1534년(중종 29년) 음력 7월 20일 약 100여 년간 훈련장으로 사용된 국유지인 광주의 정금원의 땅을 달라고 요청하여 받았다가 사헌부의 상소로 다시 국가에 환납하였다. 또 1538년(중종 33년)에는 옹주의 집의 크기가 규정에서 6칸을 초과하는 바람에 중종의 명으로 허물었는데, 그 규모만 줄이고 담장 등에 부리는 사치는 하나도 줄지 않았다 하여 계속해서 비판을 받았다.
한편 숙정옹주는 남편 구한이 죽고 난 후 사위와 간통을 저질러 1564년(명종 19년) 문정왕후에 의해 40세의 나이로 사사되었으며, 무덤은 경기도 고양시 덕양구 대자동에 있다. 구한과의 사이에서 3남 3녀를 낳았으며, 장남 구사근은 명종에게 벼슬을 제수받았다.

## 가족 관계
- 부왕 : 제11대 중종(中宗, 1488 ~ 1544)
- 생모 : 숙의 김씨(淑儀 金氏)
- 시부 : 구신경(具信璟)
- 시모 : 이균(李匀)의 딸 고성 이씨
  - 남편 : 구한 또는 구완(具澣, 1524 ~ 1558)
    - 장남 : 구사근(具思謹, 1542 ~ 1562)[8]
    - 며느리 : 참판(參判) 이영현(李英賢)의 딸 광주 이씨
      - 양손자 : 구화(具崈, 1570 ~ ?) - 차남 구사인(具思訒)의 친아들

    - 장녀 : 구옥선(具玉善, 1546 ~ ?)[9]
    - 사위 : 구 안동 김씨 김정남(金正男)[10]
      - 외손자 : 김희(金憙, 1567 ~ ?)
      - 외손자 : 김지(金志, 1569 ~ ?)
      - 외손자 : 김억(金悥, 1572 ~ ?)

    - 차남 : 구사인(具思訒, 1551 ~ 1596)
    - 며느리 : 이흠례(李欽禮)의 딸 전주 이씨
      - 손자 : 구옹(具㝘, 1569 ~ ?)
      - 손자 : 구화(具崈, 1570 ~ ?)
      - 손자 : 구밀(具密, 1571 ~ ?)
      - 손녀 : 구여정(具女貞, 1573 ~ ?)
      - 손녀 : 구말정(具末貞, 1574 ~ ?)
      - 손자 : 구연(具㝚, 1577 ~ ?)
      - 손자 : 구강(具㝩, 1586 ~ ?)

    - 차녀 : 구옥영(具玉英, 1552 ~ ?)
    - 사위 : 함평 이씨 이창(李瑒, 1550 ~ 1580)[11]
      - 외손자 : 이경원(李敬元, 1570 ~ ?)
      - 외손자 : 이춘원(李春元, 1571 ~ ?)
      - 외손자 : 이충원(李忠元, 1572 ~ ?)
      - 외손자 : 이인원(李仁元, 1574 ~ ?)
      - 외손자 : 이필원(李弼元, 1577 ~ ?)

    - 3남 : 구사성(具思誠) 또는 구사함(具思諴, 1555 ~ ?)[주 2]
    - 며느리 : 별좌(別坐) 이미(李楣)의 딸 성주 이씨
      - 손녀 : 구여옥(具女玉, 1569 ~ ?)
      - 손녀 : 구여선(具女善, 1571 ~ ?)

    - 3녀 : 구효생(具孝生, 1556 ~ ?)
    - 사위 : 전주 이씨 이진(李瑱, 1553 ~ ?)[12]
      - 외손자 : 이덕일(李德一, 1577 ~ ?)